# Liutij, Horodnea
Liutij (în ucraineană Лютіж) este un sat în comuna Molojava din raionul Horodnea, regiunea Cernihiv, Ucraina.

## Demografie
Componența lingvistică a localității Liutij
     Ucraineană (100%)
Conform recensământului din 2001, toată populația localității Liutij era vorbitoare de ucraineană (100%).